# Charles Osborne (kỷ lục gia)
Charles Osborne (1893 hoặc 1894 – 1991) là một nông dân người Mỹ nổi tiếng vì đã nấc cụt không ngừng trong vòng 68 năm liền từ 1922 đến 1990. Ban đầu, tốc độ nấc cụt là 40 lần mỗi phút, nhiều năm sau giảm còn 20 và cuối cùng cũng ngừng. Ước tính ông đã nấc cụt tổng cộng 430 triệu lần trong khoảng thời gian này của cuộc đời mình (khoảng 7 triệu lần mỗi năm). Một số bác sĩ nghiên cứu bệnh tình của ông cho kết quả là 24.000 lần mỗi ngày, tức 595.680.000 lần trong 68 năm. Ông được Sách Kỷ lục Guinness liệt kê là "người nắm giữ cơn nấc cụt dài nhất thế giới".

## Cuộc đời
Charles Osborne sinh năm 1893 hoặc 1894 tại Anthon, Iowa, Hoa Kỳ. Sinh ra và lớn lên trong một trang trại, ông dành cuộc đời của mình cho việc đồng áng.
Ông bắt đầu nấc cụt liên tục vào năm 1922 trong một tai nạn. Theo lời của Charles trong một cuộc phỏng vấn năm 1982, khi đang cầm một con heo nặng 350 pound (160 kg) để chuẩn bị giết, ông vô tình bị ngã (và có lẽ bị nó đè lên). Dù không cảm thấy gì nhưng bác sĩ lại nói ông đã bị vỡ mạch máu não. Theo lời của bác sĩ Terence Anthoney, có thể Charles đã bị tổn thương bộ phận ngăn cơn nấc cụt ở não.
Trong vài năm đầu, Charles đã đi khắp nơi, xa nhất là Alaska, để tìm cách chữa chứng bệnh của mình nhưng không bác sĩ nào có thể đưa ra giải pháp cụ thể. Trên hành trình của mình, ông đã xuất hiện trong nhiều chương trình như Ripley's Believe It or Not!. ông cũng đã xuất hiện trên một chương trình phát thanh của New York vào năm 1936. Một chương trình tạo cho ông nhiều chú ý là That's Incredible vào năm 1980. Charles cũng tham gia chương trình The Tonight Show với Johnny Carson vào năm 1983. Ngoài xuất hiện trên các chương trình truyền hình, ông cũng được Sách Kỷ lục Guinness ghi nhận là người có cơn nấc cụt dài nhất thế giới. Sau nhiều chuyến đi đắt đỏ và tốn thời gian, ông quyết định bỏ cuộc và chấp nhận cơn nấc cụt.
Một khoảng thời gian nào đó trong 68 năm nấc cụt liên tục của Charles, ông nhận được khoảng 4.000 lá thư chia buồn và chia sẻ các biện pháp tại nhà, bao gồm massage chân và nhấn vào bên phải cằm, nhưng không cách nào có tác dụng.
Năm 1978, ông tạm thời ngưng nấc cụt trong vòng 36 tiếng khi đang trị liệu nội tiết tố thử nghiệm. Theo bác sĩ Anthoney, phương pháp này đã tác động đến trung tâm hô hấp ở hệ thần kinh. Khi Osborne bắt đầu có những vấn đề khác về sức khỏe, ông phải ngưng trị liệu và cơn nấc cụt lại tiếp tục.
Năm 1987, một bài báo về tình trạng của Charles viết bởi Abigail Van Buren khiến cho Charles nhận được nhiều cuộc gọi từ các độc giả khắp nước Mỹ nói rằng họ có cách chữa. Sau bài viết đó, Osborne và Van Buren nhận được hơn 800 lá thư.
Ngày 5 tháng 6 năm 1990, cơn nấc cụt liên tục của ông ngưng lại sau 68 năm. Một năm sau vào năm 1991, ông qua đời vì tuổi già.

## Đời tư
Charles đã kết hôn hai lần và có tám người con. Ông cưới người vợ đầu tiên khi chưa bị nấc cụt liên tục và lần kết hôn thứ hai là trong 68 năm nấc cụt không ngừng. Ông sống với người vợ thứ hai cho đến khi qua đời.